# Фассина, Антонио
Антонио "Тони" Фассина (родился 26 июля 1945) — бывший итальянский пилот ралли. Чемпион Италии по ралли 1976, 1979 и 1981 годов. Чемпион Европы по ралли 1982 года. 
Пять раз участвовал в этапах чемпионата мира по ралли, каждый раз это был итальянский этап турнира, ралли Сан-Ремо. В 1979 году он выиграл эту гонку, а в 1977 и 1981 годах был третьим.
Сейчас работает Gruppo SpA Fassina (автосалон в Милане), бизнес-группе, которую он создал в 1982 году, после ухода из гонок.

## Список побед на этапах чемпионата мира по ралли
| # | Этап           | Сезон | Штурман       | Автомобиль        |
| - | -------------- | ----- | ------------- | ----------------- |
| 1 | Ралли Сан-Ремо | 1979  | Мауро Маннини | Lancia Stratos HF |